# Nonna Bodrova
Nonna Viktorovna Bodrova (en russe : Нонна Викторовна Бодрова), née le 17 décembre 1928 à Léningrad et morte le 31 janvier 2009 à Moscou d'une maladie pulmonaire, est une présentatrice de télévision russe. Elle a présenté de 1968 à 1991, avec le journaliste Igor Kirillov, l'émission Vremia, journal télévisé du soir de la télévision d'État de l'Union soviétique.
Elle a été décorée du Prix d'État de l'URSS en 1977.

## Biographie
Elle est diplômée de l'école-studio du Théâtre d'Art Académique de Moscou en 1956.